# Kanton Nice-1
Nice-1 is een kanton van het Franse departement Alpes-Maritimes. Het kanton maakt deel uit van het arrondissement Nice.
Het kanton omvatte tot 2014 de volgende delen van de stad Nice:
- Port
- Vieux-Nice

Na de herindeling van de kantons bij decreet van 24 februari 2014, met uitwerking op 22 maart 2015 omvat het kanton een groter deel van de gemeente, centraal-zuidelijk gelegen.